# Vladimír Kožuch
Vladimír Kožuch (Malacky, 15 ottobre 1975) è un ex calciatore slovacco, di ruolo attaccante.

## Carriera

### Club
Il 10 settembre 2005 realizza due gol contro il Puchov (1-3). Il 29 ottobre firma una doppietta al Dubnica (2-0).

### Nazionale
Debutta il 19 maggio 1999 contro la Bulgaria (2-0).

## Palmarès

### Club

#### Competizioni nazionali
- Coppa della Repubblica Ceca: 1

Slovan Liberec: 1999-2000